# Marco Aurélio Garcia
Marco Aurélio Garcia (Porto Alegre, 22 de junio de 1941-São Paulo, 20 de julio de 2017) fue un político brasileño, miembro del Partido de los Trabajadores.
Fue profesor de historia latinoamericana en la Universidad Estatal de Campinas. Sirvió como presidente interino del partido desde el 6 de octubre de 2006 hasta el 2 de enero de 2007, sucedido por Ricardo Berzoini. En 2003 fue nombrado Asesor de Asuntos Exteriores del Presidente de Brasil, por el presidente Lula da Silva, y se mantuvo en el cargo durante la administración de Dilma Rousseff, hasta su salida en 2016.

## Premios y reconocimientos
- Doctor honoris causa de la Universidad Nacional de Tres de Febrero (2010).[3]